# Неисправимый лгун
«Неисправимый лгун» — советская кинокомедия 1973 года режиссёра Виллена Азарова. Другое название — «Неисправимый лгун. Правдивая сказка с хорошим концом».

## Сюжет
Алексей Иванович Тютюрин, очень добрый и мягкий по натуре человек, уже двадцать лет работает мастером-парикмахером. Когда появляется возможность повышения до заведующего залом, он сталкивается с проблемой — в коллективе у него сложилась репутация постоянно опаздывающего человека и неисправимого лгуна. Как считает его начальник Василий Васильевич Мымриков, у Тютюрина два недостатка: «во-первых, врёт, а во-вторых, не умеет врать», из-за чего и отказывается подписать его характеристику.
Но Алексей никого не обманывает — он действительно попадает в необычные ситуации по дороге на работу: то помогает мальчику забрать с проезжей части мяч, после чего его обливает водой автополивщик, и Тютюрину приходится вернуться домой, чтобы переодеться; то возвращает иностранному эмиру потерянный золотой портсигар, в благодарность за что тот устраивает обед в честь Тютюрина; то попадает под машину, за рулём которой сидит Эдита Пьеха.
После очередного опоздания Тютюрин и впрямь начинает сочинять небылицу. Он, с помощью Мымрикова, рассказывает «правдоподобную» историю о вечеринке с красавицами и танцами. Начальник остаётся доволен «исправлением» Алексея и решает подписать характеристику. Но, терзаемый угрызениями совести, Тютюрин очень быстро признаётся во лжи, рассказывая правдивую историю про девочку, мячик и фонтан. Василий Васильевич тут же убеждается в неисправимости Алексея и решает принять самые решительные меры. В это время в салон красоты является переводчик принца с подарком для Тютюрина, а чуть позже — Эдита Пьеха с женой Алексея Зиной, и все недоразумения разрешаются.

## Актёрский состав
| Актёр              | Роль                                           |
| ------------------ | ---------------------------------------------- |
| Георгий Вицин      | Алексей Иванович Тютюрин мастер-парикмахер     |
| Инна Макарова      | Зинаида Николаевна жена Тютюрина               |
| Николай Прокопович | Василий Васильевич Мымриков начальник Тютюрина |
| Владимир Этуш      | Эмир Бурухтан Второй Второй принц Бурухтании   |
| Эдита Пьеха        | камео                                          |
| Эммануил Геллер    | Рахтан главный слуга принца Бурухтании         |
| Борис Сичкин       | переводчик принца Бурухтании                   |
| Иван Рыжов         | Сергей Степанович старший мастер               |
| Николай Парфёнов   | прохожий в парке                               |
| Лариса Барабанова  | Катя парикмахер                                |
| Виктор Филиппов    | водитель поливальной машины                    |
| Раднэр Муратов     | дворник                                        |

## Съёмочная группа
- Режиссёр — Виллен Азаров
- Второй режиссёр — Л. Прилуцкая
- Сценаристы — Яков Костюковский, Морис Слободской
- Композитор — Ян Френкель
- Операторы — Марк Дятлов (главный), С. Кублановский, Владимир Кромас
- Художник — Семён Ушаков
- Авторы текста песни — Игорь Шаферан, Михаил Танич
- Звукооператор — Евгения Индлина
- Дирижёр — Иван Шпиллер
- Монтажёр — Нина Васильева
- Директор картины — Макс Гершенгорин

## Съёмки
Съёмки проходили в Москве (видны Ленинский проспект, проспект 60-летия Октября), однако резиденцию Бурухтана (дворец Великого князя Николая), Фонтан (у театра Навои) и заключительную сцену, когда Мымрикова обливает водой машина («Салон красоты» в доме № 40 по проспекту Ленина) — снимали в Ташкенте.

### Версии фильма
Существует два варианта фильма, отличающихся как текстом озвучки, так и наличием некоторых сцен. Из-за цензуры было уменьшено экранное время героя Владимира Этуша (особенно сильно сократили сцену с посадкой дерева дружбы, а вместо слова «эмир» принцу дали имя Эдгар). Кроме того, в первом варианте эмир обещает герою Вицина дать женщинам избирательное право, а в урезанном — распустить свой гарем; в первом варианте эмир объясняет своё знание русского языка тем, что у него одна из жён «с Одессы», а во втором — она уже «с Мытищ»; в одной версии Бурухтан Второй Первый — его папа, в другой — дядя. Во втором варианте персонажа Бориса Сичкина, находившегося в этот момент в предварительном заключении, озвучил Эдуард Изотов. Фамилия Сичкина в этой версии вырезана из титров фильма.

## Критика
В журнале «Советский экран» написали, что «авторы, предложив зрителю в сцене с Бурухтаном интересные „условия игры“, задав определённый высокий уровень гротеска, опускаются в иных сценах ниже этого уровня … уровень гротеска мог бы быть и повыше, а юмор — тоньше».
Киновед Виктор Дёмин был удивлён, что «наивного растяпу Тютюрина нам вновь и вновь преподносят с некоторым восторженным придыханием … как истого праведника, которого трагически не понимают окружающие». «Водевиль теряет свою прелесть, когда его разыгрывают как психологическую драму» — утверждал критик. Он также писал: «… в целом „Неисправимый лгун“, если выбросить из него новеллу о Бурухтане, выглядит нескладным, затянувшимся анекдотом, водевилем, рассказанным с крайним глубокомыслием, но не превращающимся от этого в драму. Пропеты все куплеты, исполнены все антраша, сняты маски — и ты видишь в крайнем огорчении, что за ними — пустота, беспримесная тривиальность. Ибо клоуна и простофилю Тютюрина постановщик подаёт в ореоле праведника, пророка, учителя жизни».
Киновед Александр Фёдоров писал: «Да, комедийные актеры — Георгий Вицин и Владимир Этуш — сыграли свои роли неплохо, но без дирижёрской палочки Гайдая им не удалось, на мой взгляд, выйти на уровень их лучших работ».

## Музыка в фильме
В фильме звучат песни «Так уж бывает» в исполнении Эдиты Пьехи и «Правда и вымысел» в исполнении Георгия Вицина, написанные композитором Яном Френкелем на стихи поэтов Игоря Шаферана и Михаила Танича. 
Также звучит композиция «What'd I Say» Рэя Чарльза в сцене танцев Тютюрина и его «знакомого», похожего на Мымрикова.